# هوندا لايف

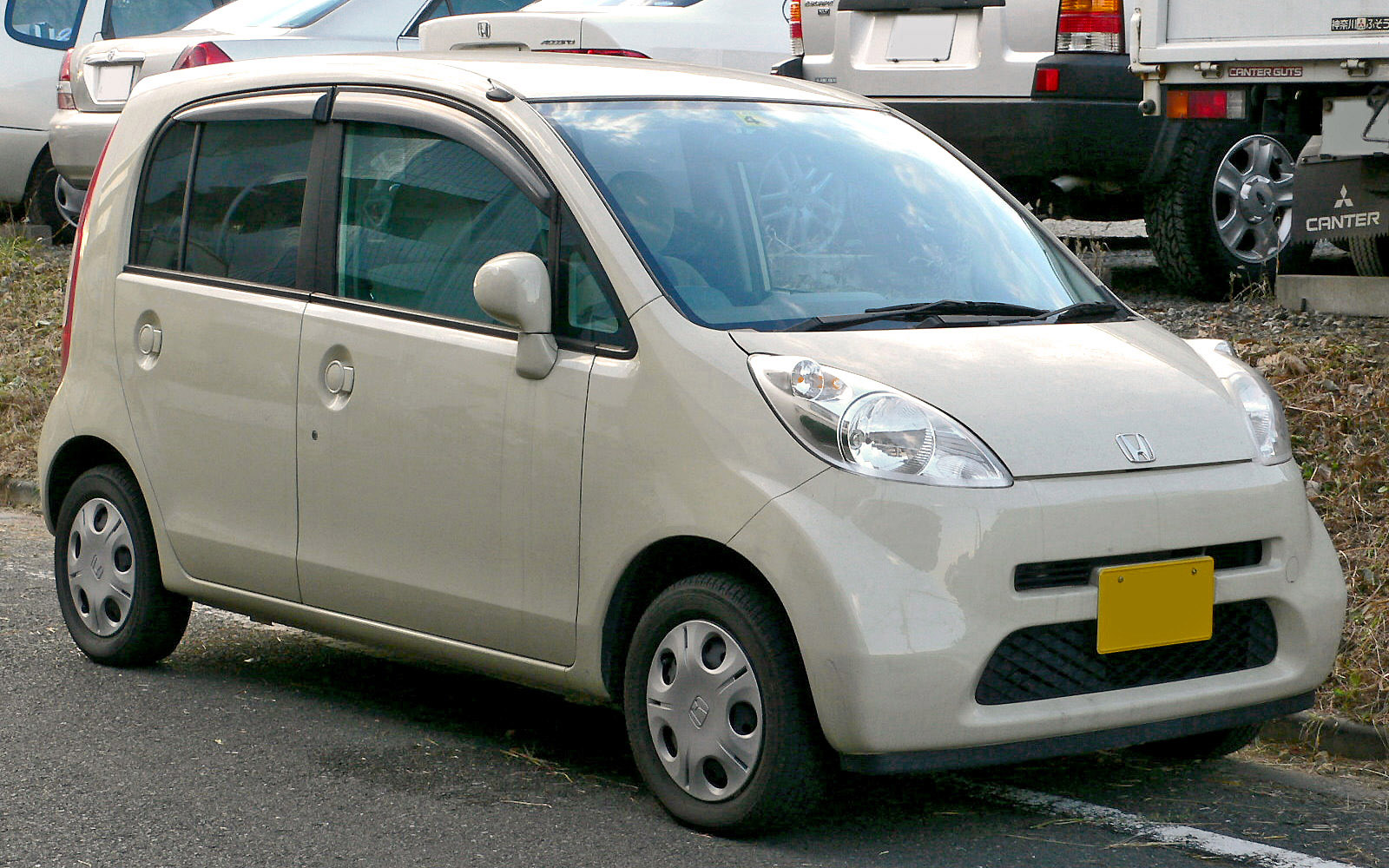
هوندا لايف 2003

هوندا لايف هي أحد أنواع سيارات هوندا، وتنتج منذ 1971 حتى الآن.

## الأجيال (الطرازات)

### الجيل الأول (1971-1974)
كان الجيل الأول كسيارة ببابين أو بأربعة أبواب.

### الجيل الثاني (1997-1998)
في 1997 هوندا لايف أصبحت سيارة ميني فان (إم بي في)

### الجيل الثالث (1998-2003)
الجيل الثالث كان أكبر من الثاني.

### الجيل الرابع (2003-2008)

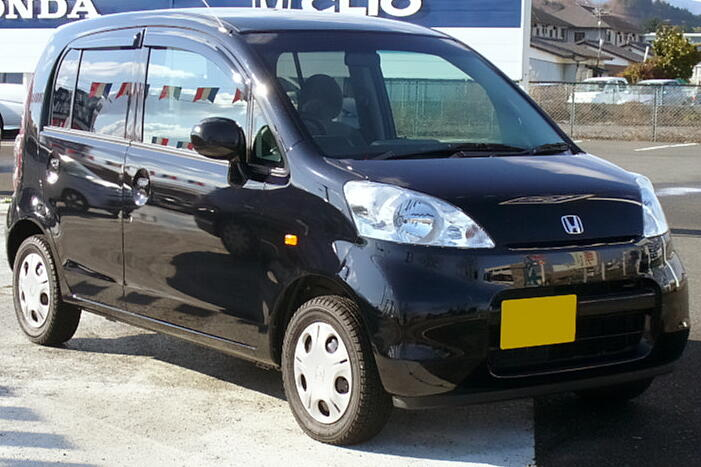
هوندا لايف طراز 2006

الجيل الرابع كان يباع كسيارة دفع خلفي عادية كالأجيال السابقة وأيضًا كسيارة دفع رباعي.

#### تغيير 2007
في 2007، استخدم Honda Smart Parking Assist System في هوندا لايف طراز 2007 كأول مرة يستخدم هذا البرنامج في سيارة هوندا.

### الجيل الخامس (2008 حتى الآن)
في نوفمبر 2008 أطلقت شركة هوندا الجيل الخامس من هوندا لايف. الجيل الخامس كان متوفرًا كَـ C، G، PASTEL، PASTEL turbo، DIVA، DIVA turbo.
تستخدم سيارات هوندا لايف الجيل الخامس محرك هوندا P07A.